# Vlak pro přepravu cestujících
Vlak pro přepravu cestujících, případně vlak osobní přepravy, je souhrnné označení pro druhy vlaků (vlakových spojů), které jsou určeny pro přepravu osob, případně též zavazadel a spěšnin. Lze je dělit na vlaky pro veřejnou přepravu osob a ostatní vlaky pro osobní přepravu, mezi něž patří neveřejné jízdy s cestujícími (objednané přepravy, vojenská přeprava atd.), případně též manipulační přesuny vlakových souprav pro osobní dopravu.

## Železniční doprava

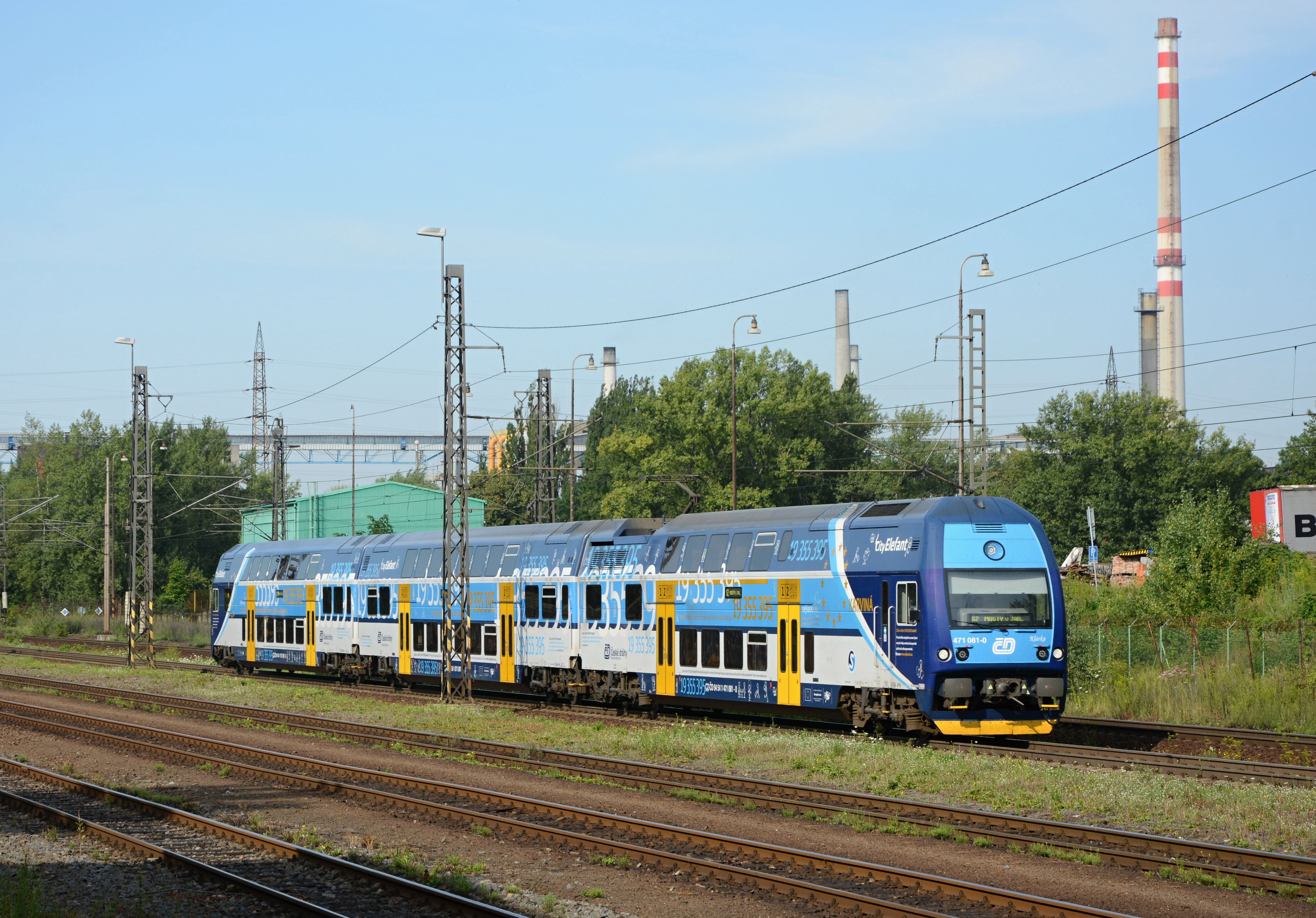
Často se pro vlaky osobní dopravy používají ucelené jednotky, v příměstské dopravě i v patrovém provedení

Na tratích, kde byly provozovatelem dráhy České dráhy nebo kde je provozovatelem dráhy Správa železnic, se používají zejména tyto kategorie vlaků osobní přepravy:
- osobní vlaky (Os) – vlaky, které zastavují ve většině stanic a zastávek na své trase
- spěšné vlaky (Sp) – vlaky pro rychlou přepravu na střední vzdálenosti, zastavují méně často než (Os) ale více než (R) zpravidla ve větších obcích a městech.
- rychlíky (R) – vlaky pro rychlou přepravu na velké vzdálenosti, zastavují zpravidla pouze ve městech a železničních uzlech.
- V prosinci 2014 zavedly České dráhy ještě kategorii rychlík vyšší kvality (Rx), což bylo marketingové označení pro ty rychlíky, na kterých dopravce garantoval nejméně 80% podíl modernizovaných vozů, kategorie zrušena v roce 2018.
- Expresy (Ex) - vlaky nejvyšší kategorie. Dopravce má možnost u vlaků této kategorie zvolit i tzv. přepravní označení kategorie. Pro účely řízení provozu ovšem nemá toto označení žádný význam (předpisy Správy železnic tato označení nepoužívají).  V minulosti České dráhy nazývaly všechny své kategorie expresů souhrnně jako vlaky vyšší kvality. České dráhy a.s. jako dopravce používají následující přepravní kategorie:
  - EuroCity (EC) – mezinárodní vlaky nejvyšší kvality s vysokým cestovním komfortem, krátkou cestovní dobou, nejvyšší možnou přesností a zvláštními službami
  - InterCity (IC) – především vnitrostátní vlaky vyšší kvality s vysokým cestovním komfortem
  - SuperCity (SC) – jde o mezinárodní nebo vnitrostátní vlaky vyšší kvality s nejkratší cestovní dobou, od prosince 2005 jsou tvořeny především elektrickou jednotkou 680 nazývanou Pendolino
  - railjet (rj) – na webu ČD prezentován jako samostatná kategorie, avšak bez značky druhu vlaku,[1] v IDOSu se používá před číslem vlaku značka rj
  - EuroNight (EN) – noční vlaky vysoké kvality, které spojují největší města a hospodářská centra, vyznačují se vysokým cestovním komfortem a omezeným zastavováním od 22:00 do 6:00 h. (tato kategorie vlaku je v ČR zavedena od roku 2006, podle jízdního řádu 2011/2012 jezdí již 4 páry vlaků EN)
  - LEO Express používá pro své vlaky přepravní kategorii LE, dříve však používal kategorii IC
  - RegioJet používá pro své vlaky přepravní kategorii RJ, dříve však používal kategorii IC
- soupravové vlaky (Sv) – vlaky zajišťující přemístění soupravy osobních vozů do výchozí nebo koncové stanice, nepřepravují cestující

Vlaky a jejich části či vozy lze rozlišovat i podle dalších kritérií na povinně či nepovinně místenkové, lůžkové či lehátkové. Podle sestavy a typu vozů mohou vlaky pro osobní přepravu být buď být mezi vozy průchozí po přechodových můstcích či v kloubech soupravy nebo neprůchozí.

## Metro
Pražské metro je od roku 1995 železniční drahou speciální. Druhy vlaků upravuje část VII. Dopravního předpisu pro metro, D 2/1. Vlaky metra se podle určení dělí na osobní, služební a zkušební. Osobní vlaky se dělí na pravidelné a mimořádné.
Osobní vlaky jsou označovány číslem, číslo osobního vlaku se skládá z těchto skupin: první skupina, zpravidla dvojmístná, je číslo oběhu vlakové soupravy (pořadové číslo). Na stejné trati se nesmí současně vyskytovat dva vlaky se stejným číslem oběhu. Druhá skupina, nejvíce čtyřmístná, označuje číslo vlaku v aritmetickém pořadí v rámci provozního dne, přičemž lichá čísla označují pořadí vlaků na první traťové koleji, sudá čísla pořadí vlaků na sudé vlakové koleji. Osobní vlaky, které přejíždějí mezi tratěmi, jsou označeny tisícovkovou sérií.
Označení mimořádného osobního vlaku se skládá ze slova násled (zkratka „nsl“) a čísla vlaku, za kterým jede. Mimořádný osobní vlak, který jede za posledním pravidelným osobním vlakem nebo před kontrolním vlakem po ukončení přepravní výluky, se označuje pouze číslem oběhu.

## Tramvajová doprava
V tramvajové dopravě se termín „vlak“ používá pouze v drážní legislativě a předpisech, zatímco v předpisech pro provoz na pozemních komunikacích se tramvajový vlak nazývá pouze „tramvaj“. Vlaky se rozlišují zejména podle dopravního určení. Například dopravní a návěstní předpis Dopravního podniku hl. m. Prahy a. s. rozlišoval různé typy vlaků, z čehož mezi vlaky pro přepravu cestujících spadají zejména:
- vlaky pro pravidelnou přepravu cestujících – podle jízdního řádu nebo služebního příkazu
- vlaky zvláštní – objednané smluvní jízdy